# Michael Eklund
Michael Scott „Mikey” Eklund (ur. 31 lipca 1962 w Saskatoon) – kanadyjski aktor filmowy i telewizyjny.

## Życiorys
Urodził się w Saskatoon, w prowincji Saskatchewan w Kanadzie. Jak chłopiec chciał zostać artystą. Grał w szkolnym teatrze, później studiował w prestiżowej Alberta College of Art.
Jego rola handlarza narkotyków skazanego na śmierć w filmie Wstęp (The Entrance, 2006) została honorowana nagrodą Jury na festiwalu filmowym w Pensylwanii. Zagrał także jedną z mniejszych ról u boku Ala Pacino w dreszczowcu 88 minut (88 Minutes, 2007) lub w udanym dramacie sensacyjnym Zacka Snydera Watchmen: Strażnicy (2009), opartym na słynnym komiksie Alana Moore’a.
Wystąpił także w wielu serialach, w tym Tajemnice Smallville, Trup jak ja, 4400 czy Battlestar Galactica. 
Jego pasja to malarstwo.

## Filmografia

### filmy fabularne
- 2003: Dom śmierci jako Hugh
- 2005: Bezcenna Jane (Painkiller Jane, TV) jako Dude
- 2007: 88 minut (88 Minutes) jako J.T. Ryker
- 2009: Parnassus: Człowiek, który oszukał diabła jako asystent Tony’ego
- 2009: Hazardzista, dziewczyna i zabójca jako Red
- 2009: Watchmen: Strażnicy jako mężczyzna w tłumie podczas zamieszek
- 2010: Zabójcze polowanie jako Geary
- 2011: Dzień (The Day) jako ojciec
- 2011: Siła taktyczna (Tactical Force) jako Kenny
- 2011: Bunkier (The Divide) jako Bobby
- 2013: Połączenie (The Call) jako  Michael Foster
- 2013: Perwersyjna siostra (Nurse 3-D) jako Richie
- 2014: Oczy zła (See No Evil 2) jako Holden
- 2016: The Confirmation jako Tucker
- 2019: Przykładny obywatel (Cold Pursuit) jako Steve „Speedo” Milliner

### seriale TV
- 2000: Cień anioła (Dark Angel) jako oficer Miller
- 2001: Tajemnice Smallville jako Will
- 2002: Jeremiah jako Vernon Diggs
- 2002: Gwiezdne wrota (Stargate SG-1) jako ciemnowłosy człowiek
- 2004: 4400 jako Dean Keating
- 2005-2007: Wywiad (Intelligence) jako Rene Desjardins
- 2007: Świry (Psych) jako Ruben Leonard
- 2007: Flash Gordon jako Quin
- 2007: Tajemnice Smallville jako Richtor Maddox
- 2007: Więzy krwi (serial telewizyjny 2006) jako Norman Bridewell
- 2009: Punkt krytyczny (Flashpoint) jako Bruce
- 2009: Nie z tego świata jako Ed Brewer
- 2010: Fringe: Na granicy światów jako Milo
- 2010: Tożsamość śledztwa (Shattered) jako Nick Ducet
- 2010: Punkt krytyczny (Flashpoint) jako Bruce DeMaura
- 2012: Alcatraz jako Kit Nelson
- 2013: Arrow jako Barton Mathis/Dollmaker
- 2014: Bates Motel jako Zane Carpenter
- 2014: Almost Human jako Eric Lathem
- 2015: Gotham jako Bob
- 2016-2018: Wynonna Earp jako Bobo Del Rey
- 2018: Altered Carbon jako Dimi Twin / Patchwork Man